# Cyclisme sur route aux Jeux olympiques d'été de 2016
Pour un article plus général, voir Cyclisme aux Jeux olympiques d'été de 2016.
Navigation
Londres 2012 Tokyo 2020
Les épreuves de cyclisme sur route des Jeux olympiques d'été de 2016 se déroulent entre le 6 et le 10 août 2016 à Rio de Janeiro et ses environs.

## Calendrier
| Calendrier des épreuves cyclistes | Calendrier des épreuves cyclistes | Calendrier des épreuves cyclistes | Calendrier des épreuves cyclistes | Calendrier des épreuves cyclistes | Calendrier des épreuves cyclistes | Calendrier des épreuves cyclistes | Calendrier des épreuves cyclistes | Calendrier des épreuves cyclistes | Calendrier des épreuves cyclistes | Calendrier des épreuves cyclistes | Calendrier des épreuves cyclistes | Calendrier des épreuves cyclistes | Calendrier des épreuves cyclistes | Calendrier des épreuves cyclistes | Calendrier des épreuves cyclistes | Calendrier des épreuves cyclistes | Calendrier des épreuves cyclistes | Calendrier des épreuves cyclistes |
| Août 2016                         | Août 2016                         | 5                                 | 6                                 | 7                                 | 8                                 | 9                                 | 10                                | 11                                | 12                                | 13                                | 14                                | 15                                | 16                                | 17                                | 18                                | 19                                | 20                                | 21                                |
| --------------------------------- | --------------------------------- | --------------------------------- | --------------------------------- | --------------------------------- | --------------------------------- | --------------------------------- | --------------------------------- | --------------------------------- | --------------------------------- | --------------------------------- | --------------------------------- | --------------------------------- | --------------------------------- | --------------------------------- | --------------------------------- | --------------------------------- | --------------------------------- | --------------------------------- |
| Route                             |                                   |                                   | 1                                 | 1                                 |                                   |                                   | 2                                 |                                   |                                   |                                   |                                   |                                   |                                   |                                   |                                   |                                   |                                   |                                   |

|  | Jour de compétition |  | Jour de finale |  | Nombre de finales |

## Podiums
| Épreuve          | Médaille d'or, Jeux olympiques | Médaille d'argent, Jeux olympiques | Médaille de bronze, Jeux olympiques |
| Hommes           |                                |                                    |                                     |
| Course en ligne  | Greg Van Avermaet              | Jakob Fuglsang                     | Rafał Majka                         |
| Contre-la-montre | Fabian Cancellara              | Tom Dumoulin                       | Christopher Froome                  |
| Femmes           |                                |                                    |                                     |
| Course en ligne  | Anna van der Breggen           | Emma Johansson                     | Elisa Longo Borghini                |
| Contre-la-montre | Kristin Armstrong              | Olga Zabelinskaya                  | Anna Van Der Breggen                |

## Résultats
Contre-la-montre masculin : Le circuit accumulait quatre côtes qui ont fait mal aux purs rouleurs comme Tony Martin. Fabian Cancellara lui-même a attaqué les premières difficultés avec un peu de prudence puisqu’il n’était que 4e, à 24 secondes de l’Australien Rohan Dennis, après 19,7 km. Il a ensuite laissé parler sa puissance pour prendre le large. À l’arrivée, le Néerlandais Tom Dumoulin (blessé au poignet) pointait à 47 secondes et le Britannique Chris Froome à 1 min 02 s (en bronze comme en 2012). Il faut croire que les héros du Tour de France étaient fatigués. Outsider de l’épreuve, l’Australien Rohan Dennis a longtemps pu croire à la médaille mais il a perdu un temps précieux en devant changer de vélo en fin de parcours. À l’arrivée, il pointait à la 5e place, 1 min 10 s de Cancellara mais à seulement huit secondes de Froome.
| Classement | Coureur            | Temps           |
| ---------- | ------------------ | --------------- |
| Or         | Greg Van Avermaet  | 6 h 10 min 05 s |
| Argent     | Jakob Fuglsang     | + 0 s           |
| Bronze     | Rafał Majka        | + 5 s           |
| 4          | Julian Alaphilippe | + 22 s          |
| 5          | Joaquim Rodríguez  | + 22 s          |
| 6          | Fabio Aru          | + 22 s          |
| 7          | Louis Meintjes     | + 22 s          |
| 8          | Andrey Zeits       | + 25 s          |

| Classement | Coureuse             | Temps           |
| ---------- | -------------------- | --------------- |
| Or         | Anna van der Breggen | 3 h 51 min 27 s |
| Argent     | Emma Johansson       | + 0 s           |
| Bronze     | Elisa Longo Borghini | + 0 s           |
| 4          | Mara Abbott          | + 4 s           |
| 5          | Elizabeth Armitstead | + 20 s          |
| 6          | Katarzyna Niewiadoma | + 20 s          |
| 7          | Flávia Oliveira      | + 20 s          |
| 8          | Jolanda Neff         | + 20 s          |

| Classement | Coureur              | Temps           |
| ---------- | -------------------- | --------------- |
| Or         | Fabian Cancellara    | 1 h 12 min 15 s |
| Argent     | Tom Dumoulin         | + 47 s          |
| Bronze     | Christopher Froome   | + 1 min 02 s    |
| 4          | Jonathan Castroviejo | + 1 min 06 s    |
| 5          | Rohan Dennis         | + 1 min 10 s    |
| 6          | Maciej Bodnar        | + 1 min 50 s    |
| 7          | Nélson Oliveira      | + 2 min 00 s    |
| 8          | Ion Izagirre         | + 2 min 06 s    |

| Classement | Coureuse             | Temps           |
| ---------- | -------------------- | --------------- |
| Or         | Kristin Armstrong    | 4 h 26 min 42 s |
| Argent     | Olga Zabelinskaya    | + 5 s           |
| Bronze     | Anna Van Der Breggen | + 11 s          |
| 4          | Ellen Van Dijk       | + 12 s          |
| 5          | Elisa Longo Borghini | + 25 s          |
| 6          | Linda Villumsen      | + 28 s          |
| 7          | Tara Whitten         | + 34 s          |
| 8          | Lisa Brennauer       | + 55 s          |

## Tableau des médailles
- Pays organisateur (Brésil)

| Rang  | Nation          | Or | Argent | Bronze | Total |
| ----- | --------------- | -- | ------ | ------ | ----- |
| 1     | Pays-Bas        | 1  | 1      | 1      | 3     |
| 1     | Belgique        | 1  |        |        | 1     |
| 1     | États-Unis      | 1  |        |        | 1     |
| 1     | Suisse          | 1  |        |        | 1     |
| 4     | Danemark        |    | 1      |        | 1     |
| 4     | Russie          |    | 1      |        | 1     |
| 4     | Suède           |    | 1      |        | 1     |
| 7     | Grande-Bretagne |    |        | 1      | 1     |
| 7     | Italie          |    |        | 1      | 1     |
| 7     | Pologne         |    |        | 1      | 1     |
| Total | Total           | 4  | 4      | 4      | 12    |